# Herwaarderingsreserves
Een herwaarderingsreserve is een term binnen de financiële wereld. 
Herwaarderingsreserves ontstaan wanneer de activa in een besloten vennootschap of naamloze vennootschap in waarde toenemen. Het eigen vermogen stijgt daarmee ook. In dit geval vindt een herwaardering van de activa plaats, waardoor de boekwaarde toeneemt. Deze toename van de waarde van de activa komt ook tot uitdrukking in een toename van het eigen vermogen door de waardestijging te boeken op de herwaarderingsreserves. 
Een negatieve herwaarderingsreserve doet de boekwaarde afnemen: een mogelijkheid voor verzekeraars en beleggingsinstituten om risico's te kwantificeren.